# Aoplus ruficeps
Aoplus ruficeps är en stekelart som först beskrevs av Johann Ludwig Christian Gravenhorst 1829.  Aoplus ruficeps ingår i släktet Aoplus och familjen brokparasitsteklar. Arten är reproducerande i Sverige.

## Underarter
Arten delas in i följande underarter:
- A. r. fucatus
- A. r. sitkensis